# Magnetogram
Magnetogram je dobesedni zvočni zapis seje, iz katerega so razvidne vse razprave ter sprejete odločitve. V Sloveniji se o sejah vseh delovnih teles hrani magnetogram, o sejah državnega zbora pa se na njegovi podlagi delajo sejni zapiski.
Vir: https://fran.si/iskanje?View=1&Query=magnetogram&hs=1